# Utica (Dakota del Sud)
Utica és una població dels Estats Units a l'estat de Dakota del Sud. Segons el cens del 2000 tenia 86 habitants.

## Demografia
Segons el cens del 2000, Utica tenia 86 habitants, 39 habitatges, i 18 famílies. La densitat de població era de 127,7 habitants per km².
Dels 39 habitatges en un 25,6% hi vivien nens de menys de 18 anys, en un 38,5% hi vivien parelles casades, en un 7,7% dones solteres, i en un 51,3% no eren unitats familiars. En el 43,6% dels habitatges hi vivien persones soles el 12,8% de les quals corresponia a persones de 65 anys o més que vivien soles. El nombre mitjà de persones vivint en cada habitatge era de 2,21 i el nombre mitjà de persones que vivien en cada família era de 3,32.
Per edats la població es repartia de la següent manera: un 25,6% tenia menys de 18 anys, un 10,5% entre 18 i 24, un 29,1% entre 25 i 44, un 20,9% de 45 a 60 i un 14% 65 anys o més.
L'edat mediana era de 34 anys. Per cada 100 dones de 18 o més anys hi havia 120,7 homes.
La renda mediana per habitatge era de 25.417 $ i la renda mediana per família de 47.500 $. Els homes tenien una renda mediana de 23.750 $ mentre que les dones 18.750 $. La renda per capita de la població era de 20.057 $. Cap de les famílies i el 4,8% de la població estaven per davall del llindar de pobresa.

## Poblacions properes
El següent diagrama mostra les poblacions més properes.